# مطار حمام
مطارات الحمام هي أبراج تستخدم كنقاط للحمام الزاجل الذي غرضه نقل الرسائل, وقد انشئت لهذا الغرض أبراج, وكانت أبراج الحمام متصله من مصر وحتى العراق ومن الحجاز حتى غزة مما يجعلها شبكة مترابطة من طرق المخابرة.